# Dekanat hancewicki
Dekanat hancewicki – jeden z ośmiu dekanatów wchodzących w skład eparchii pińskiej i łuninieckiej Egzarchatu Białoruskiego Patriarchatu Moskiewskiego.

## Parafie w dekanacie
- Parafia Przemienienia Pańskiego w Budczy
  - Cerkiew Przemienienia Pańskiego w Budczy
- Parafia Zaśnięcia Najświętszej Maryi Panny w Chotyniczach
  - Cerkiew Zaśnięcia Najświętszej Maryi Panny w Chotyniczach
- Parafia św. Jerzego Zwycięzcy w Czudzinie
  - Cerkiew św. Jerzego Zwycięzcy w Czudzinie
- Parafia św. Michała Archanioła w Deniskowiczach
  - Cerkiew św. Michała Archanioła w Deniskowiczach
- Parafia św. Tichona Patriarchy Moskiewskiego w Hancewiczach
  - Cerkiew św. Tichona Patriarchy Moskiewskiego w Hancewiczach
  - Kaplica Zaśnięcia Matki Bożej w Iżbijskim Borze
- Parafia św. Jerzego Zwycięzcy w Kruhowiczach Wielkich
  - Cerkiew św. Jerzego Zwycięzcy w Kruhowiczach Wielkich
- Parafia św. Mikołaja Cudotwórcy w Malkowiczach
  - Cerkiew św. Mikołaja Cudotwórcy w Malkowiczach
- Parafia św. Michała Archanioła w Naczy
  - Cerkiew św. Michała Archanioła w Naczy
  - Kaplica św. Michała Archanioła w Naczy
- Parafia św. Włodzimierza Wielkiego w Oharewiczach
  - Cerkiew św. Włodzimierza Wielkiego w Oharewiczach

## Galeria

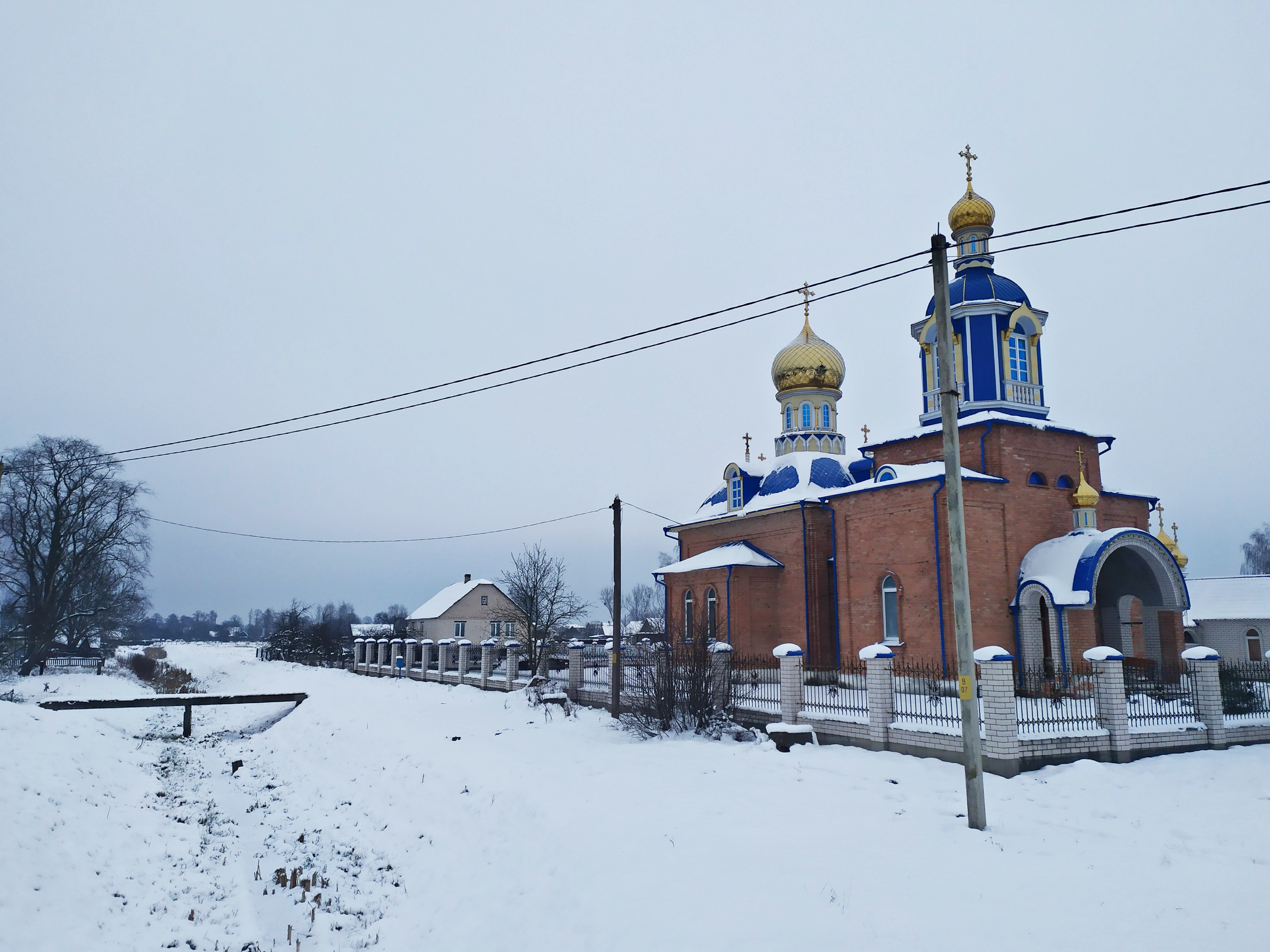
Cerkiew Zaśnięcia Najświętszej Maryi Panny w Chotyniczach
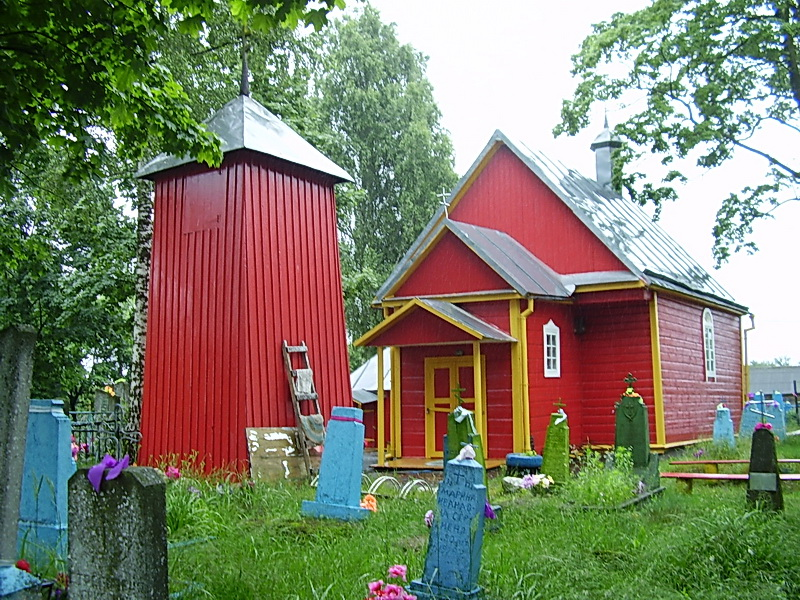
Cerkiew św. Jerzego Zwycięzcy w Czudzinie
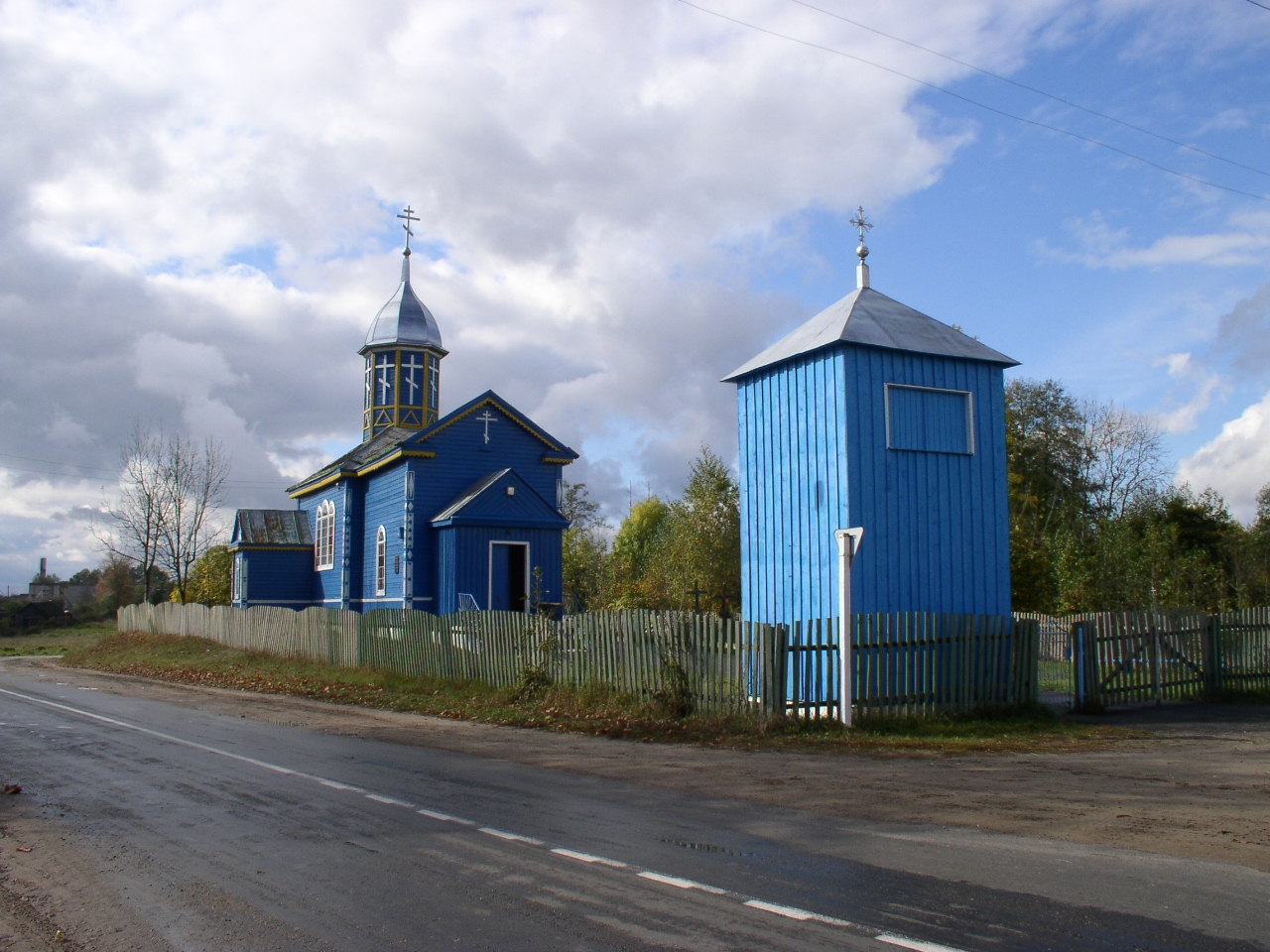
Cerkiew św. Jerzego Zwycięzcy w Kruhowiczach Wielkich
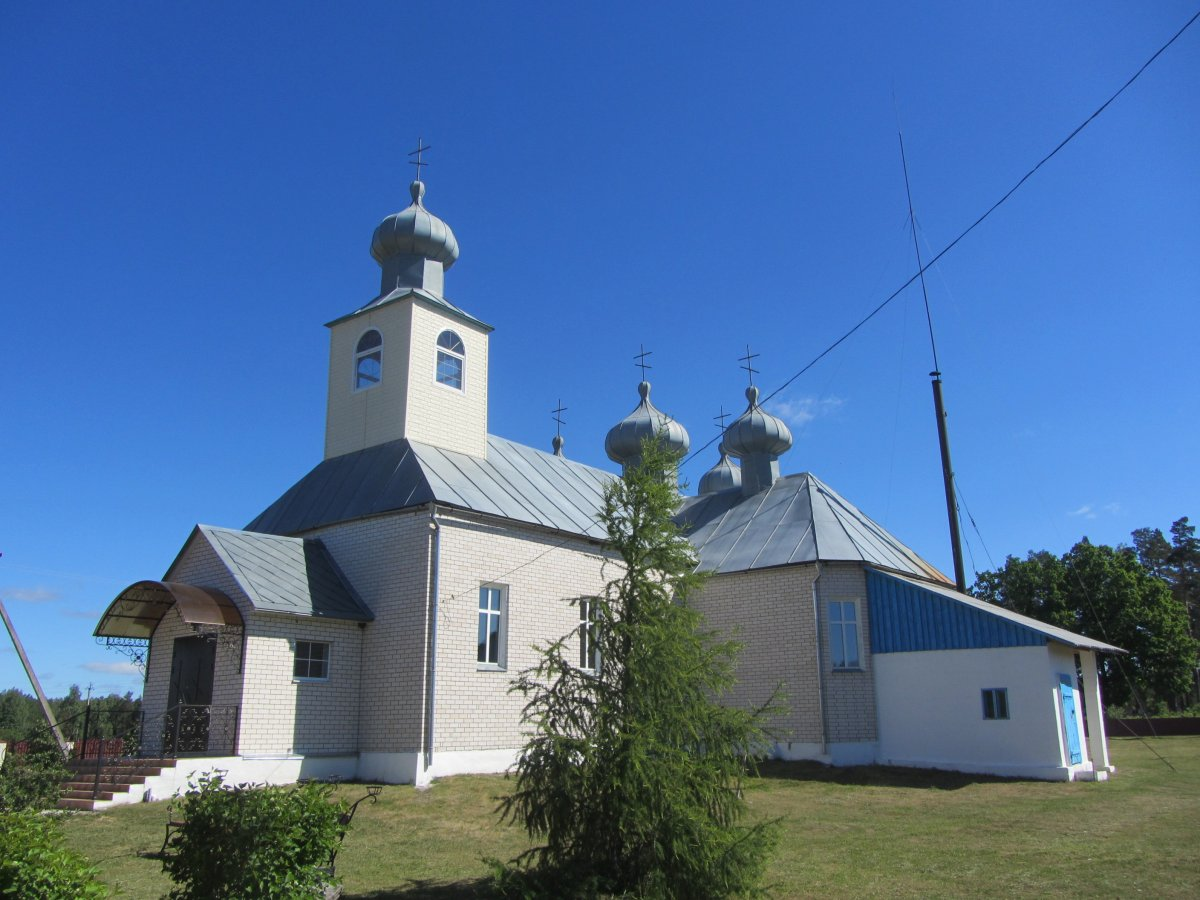
Cerkiew św. Mikołaja Cudotwórcy w Malkowiczach
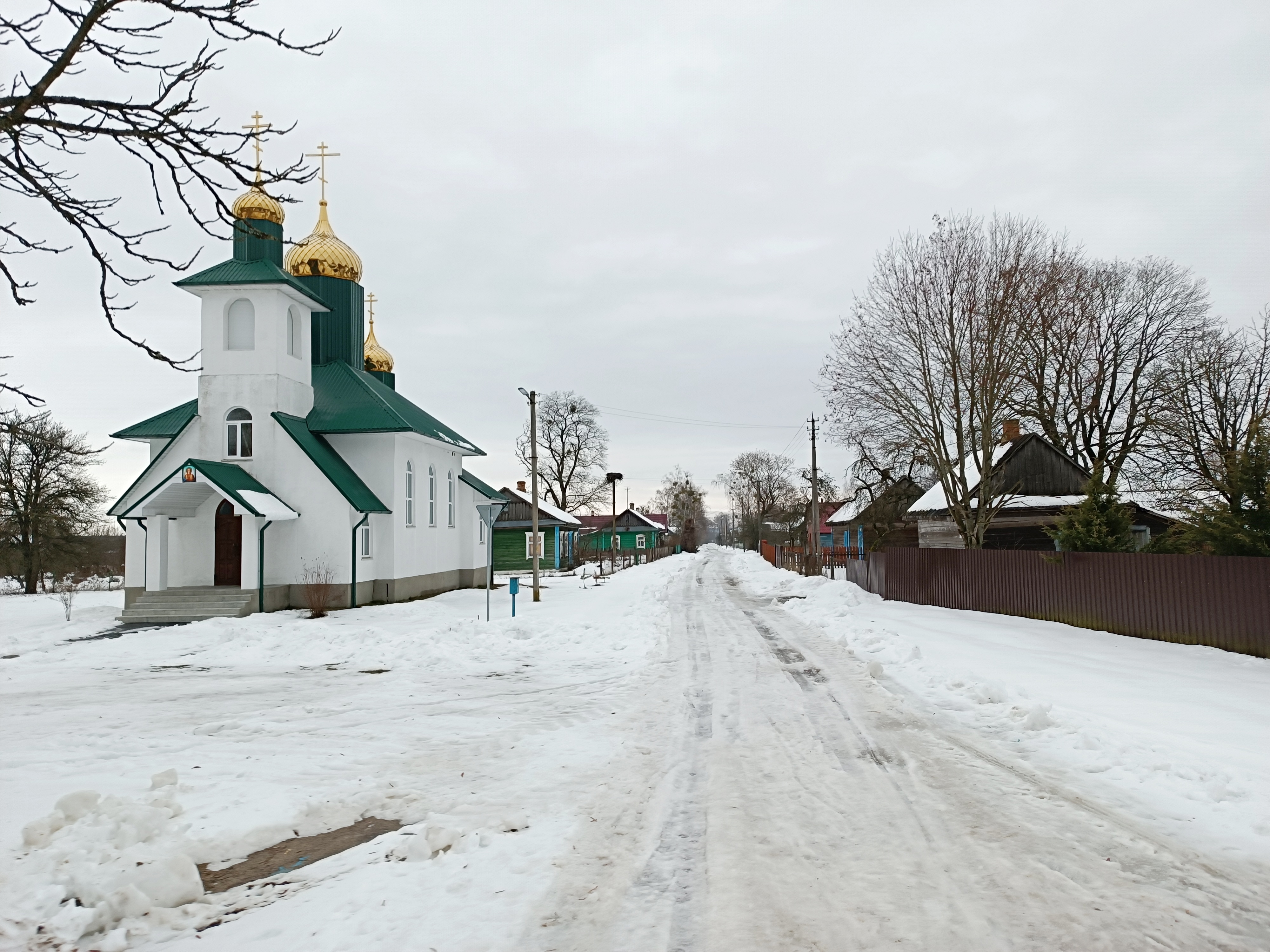
Cerkiew św. Michała Archanioła w Naczy
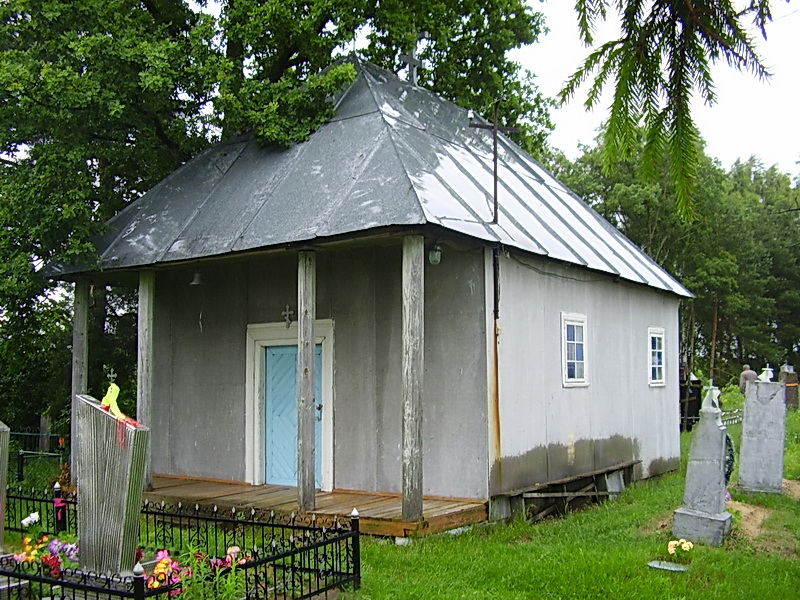
Kaplica św. Michała Archanioła w Naczy
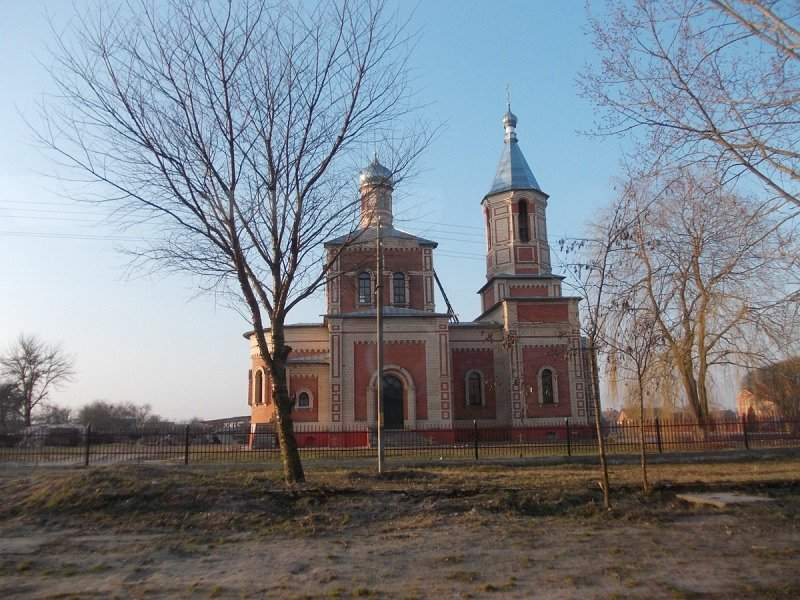
Cerkiew św. Włodzimierza Wielkiego w Oharewiczach